# Аврен
Вижте пояснителната страница за други значения на Аврен.
Аврен е село в Североизточна България. То е административен център на община Аврен, област Варна и отстои на 7 км северозападно от село Садово. Предишното му име е Момино.

## География
Селото е разположено в източната част на Дунавската хълмиста равнина, в южните полегати склонове на Авренското плато, на височина 360 метра на морското равнище. Климатът се характеризира като умереноконтинетален. Почвите са излужени черноземи.

## История
Географското положение на Авренското плато обуславя значението му при заселването на района. Запазени са свидетелства за антични селища, светилище на бог Херос, две ранновизантийски крепости и скален манастир. В северозападната част на платото се намират останките на средновековна крепост от времето на Византия и Първа българска държава, чието запазено през вековете название е Петрич кале. Тя се намира на 4 км северно от село Аврен, в едноименната защитена местност. Издигната е през V-VІ век, по късно разрушена и изградена отново през ХІ-ХІІ век. По време на последния кръстоносен поход обединените християнски армии на полско-унгарския крал Владислав III крепостта е превзета и разрушена на 7 ноември 1444 г. Днес в района е изградена почивна станция. Останки на друга късноантична и средновековна крепост, наречена Акверан. Тя се намира на 1.95 км южно от Аврен в местността „Кишишлика“. Разположена е върху носообразно скално възвишение високо на места до 10 m. Достъпът е от север, където седловината е преградена с ров и крепостна стена дълга около 270 m, ограничаваща защитена площ около 30 дка. В Акверан са намерени кръстове, накити и монети на цар Иван Александър (1331 – 1371). Името Аврен се среща за първи път в регистри от ХVІІ век именно под името Ак-виран.(„Дървото на живота“).
До Руско-турската война от 1828 г.-1829 г. и Кримската война селището е било населено с турци, а също и с българи от етнографската група хърцои. След това настъпва разселването им из цяла Североизточна България и отвъд река Дунав в Бесарабия. На тяхно място идват нови заселници – балканджии-ваяци от селата Голица и Козичино. Те дават много от имената на известните местности в района – „Бобата“, „Дойково дере“, „Костови ниви“, „Манолова чешма“, „Бялата пръст“, „Пода“, „Харамията“, „Кишишлик кале“.
При избухването на Руско-турската война през 1877 година местният свещеник поп Климент е задържан от турците по обвинение за талим - обучение на населението в боравене с оръжие.
При избухването на Балканската война, Георги Желев от Аврен е доброволец в Македоно-одринското опълчение и служи в Четвърта рота на Десета прилепска дружина и е награден с кръст „За храброст“ IV степен.
С указ от 22 септември 1964 г. на с. Момино се възстановява старото име – Аврен(„Вселена“).

## Население

### Етнически състав
Приблизителни оценки на етническия състав през периода 1881 – 1905 г.:
| Период от време | Българи | Турци | Цигани | Други |
| 1881 – 1888 г.  | 2335    | 419   | 32     | 9     |
| 1888 – 1893 г.  | 675     | 240   | 40     | 12    |
| 1893 – 1900 г.  | 1351    | 64    | 42     | 31    |
| 1900 – 1905 г.  | 1557    | 240   | 57     | 32    |

#### Преброяване на населението през 2011 г.
Численост и дял на етническите групи според преброяването на населението през 2011 г.:
|                     | Численост | Дял (в %) |
| Общо                | 712       | 100.00    |
| Българи             | 569       | 79.91     |
| Турци               | 55        | 7.72      |
| Цигани              | 15        | 2.10      |
| Други               | 4         | 0.56      |
| Не се самоопределят | 19        | 2.66      |
| Неотговорили        | 50        | 7.02      |

## Личности
- Тодор Ноев – земеделец, роден в село Аврен през 1868 г. починал през 1941 г. Депутат от Петото велико народно събрание – 1908 г., депутат в народното събрание през 1911 -1913 г.; 1914 – 1918 г.; член на Върховния съюзен съвет на БЗНС през 1922 г.; В сборника „Закъсняло безсмъртие“, автор Борис Митев Борисов публикува очерк за Тодор Ноев;
- Иван Арабаджиев, роден на 15 януари 1888 г. Участва в Балканската, в Първата и във Втората световна война. Кавалер е на пет ордена „За храброст“. През Балканската война пленява турско бойно знаме. Умира през 1968 г.
- Йордан Тодоров Ноев – роден на 25 август 1898 г. в село Аврен. Учител. Участва в септемврийското въстание – 1923 г. Член на Окръжния комитет на БКП във Варна (1924 – 1925 г.) Политзатворник (1925 -1937 г.)Член на ЦК на БКП (1938 -1942 г.) Концлагерист (1942 -1943 г.)

През пролетта на 1942 г. е разкрит от полицията, арестуван и интерниран в лагера „Еникьой“. Участник в Първата световна война като офицер от 31 полк; През априлските събития на 1925 година е осъден на смърт, прекарва повече от дванадесет години в затвора. След затвора се оженва за смелата боркиня Рада Тодорова. По професия учител, владее пет езика. От 1937 година е сътрудник на Централния комитет, а по-късно и негов член. През 1942 година го затварят в лагера Еникьой, здравето му е попиляно. Преди да умре, го освобождават. На 25 юни 1944 година умира в луковитската болница.
- професор Стоян Радев
- Павел Баев (учител)
- доцент д-р т. н. инж. Драган Вълков, началник на катедра геодезия, ВАУ „Панайот Волов“, Шумен
- Йордан Иванов (р. 1993 г.) е музикант и фолклорист от село Аврен (област Варна). Народен певец и инструменталист, ръководител на вокално-танцови и инструментални формации с национални и международни отличия. Носител на редица престижни награди, управител на Музикално фолклорно сдружение „Фолклор без граници“. Майстор на автентични накити и горд притежател на богата етнографска колекция.

## Религии
Източноправославната църква в селото е построена през 1868 г. и е именувана на Св. Великомъченица Параскева-Петка.

## Обществени институции
Народно читалище „Петко Рачев Славейков“.

## Културни и природни забележителности
В Аврен се намира базовата астрономическа обсерватория, прикрепена към НАОП „Николай Коперник“ – Варна. Там се провеждат редовни наблюдения от варненския астрономически клуб „Канопус“.

## Книгопис
- МАРИНОВ, Васил „Авренското плато“ 1938 г. София
- СТЕФАНОВ, Ив. Акад., СУГАРЕВ, З. Проф., НАУМОВ, Н. Проф., ХРИСТОВ, Е., АТАНАСОВ, Ат., „ДЕМОГРАФИЯ НА БЪЛГАРИЯ“, Наука и изкуство, София 1974 г.
- СТАТЕЛОВА, Елена проф., ГРЪНЧАРОВ, Ст., Том III „ИСТОРИЯ НА НОВА БЪЛГАРИЯ 1878 –1944“, изд.“Анибус“ София 1999 г.
- Приложение от сайта на Национален Статистически Институт
- www.globalratings.bg[неработеща препратка]
- ТОНЕВ, ВЕЛКО БЕЛЕЖКИ ПО УЧЕБНО ДЕЛО В СЕВЕРОИЗТОЧНА БЪЛГАРИЯ ПРЕЗ ЕПОХАТА НА ВЪЗРАЖДАНЕТО, 1967